# 新スーパーロボット大戦
『新スーパーロボット大戦』（しんスーパーロボットたいせん）は、バンプレストから発売されたシミュレーションRPG。本項では関連する『新スーパーロボット大戦スペシャルディスク』についても記述する。

## 概要
SDで表現されたロボットたちが競演するクロスオーバー作品「スーパーロボット大戦シリーズ」の一つ。
『第4次スーパーロボット大戦』（以後『第4次』）で節目を迎えたDC戦争シリーズと並ぶ、新たなシリーズ内シリーズの第1作として本作は制作された。新規ユーザーの獲得を目指しており、DC戦争シリーズよりもマニアックな部分を減らしスーパーロボット大戦シリーズの入門編的な位置づけとなっている。しかし『スーパーロボット大戦F』の製作を優先させることや、製作ラインの統一を図る目的で続編の開発は中止され、シリーズ化はされなかったが、その流れは後の『スーパーロボット大戦α』に受け継がれている。
DC戦争シリーズでの制作方法が限界をむかえつつある中で新たな方法の模索をしており、今までになかった独自性を打ち出している。なかでも本作最大の特徴は、ロボットがSD（スーパーデフォルメ）ではなくリアルサイズで表現されている点にある。ほかにもDC戦争シリーズに未登場の作品の採用や、フルボイスによる戦闘の実現、カットインシステム、クリア後のおまけステージ、『魔装機神 THE LORD OF ELEMENTAL』（以下『魔装機神』）に次ぐオリジナル作品『超機大戦SRX』の登場など、新しい試みが多数なされた。
これまでシナリオを担当していた阪田雅彦がDC戦争シリーズの延長でモチベーションが下がっていたこともあり、本作ではウィンキーソフト社長の高宮成光がシナリオを担当した。原作設定をできるだけ尊重したDC戦争シリーズとは異なり、使いやすい部分をアレンジして融合させる方法をとっている。しかしこれはユーザーからの強い反発を招き、スタッフが予想する以上のクレームが寄せられた。
シナリオは地上編・宇宙編合わせて全66話。両編クリア後にはこれに+1話（3ステージ）がプレイ可能。序盤の選択肢によって、スーパーロボット中心で戦術性が低い地上編とリアルロボット中心で戦術性が高い宇宙編に分岐する。どちらかのルートをクリア後、もう一つのルートをクリアすると真の最終ステージが始まり、地上編、宇宙編の部隊が合流して最終決戦となる。
本作より敵・味方すべてのパイロットに音声が付くようになった。後の作品では原作の担当声優が引退・故人などの事情のため、新たな役者を立てる場合があるが、本作では担当声優が現役であるにもかかわらず声を当てていない例がある。なお、次回作の『スーパーロボット大戦F』では、ほぼ全てのキャラクターにオリジナルキャストが起用された。

### スペシャルディスク
翌1997年には『新スーパーロボット大戦スペシャルディスク』と題し、『新スーパーロボット大戦』のオプションモードを充実させた内容のファンディスクが発売された。
好きなユニットを対戦させて戦闘シーンを見ることができる「フリーバトルモード」、オリジナルのステージがプレイできる「おまけマップ」、オリジナルメカ・キャラクターのイラストが観覧できる「設定資料集」などを収録している。

## あらすじ
人類が宇宙に進出して1世紀。地球圏は、地球とスペースコロニー群との間で大きな戦争を経験した後、地球・月・7つのスペースコロニー群のそれぞれが独立国家として併存することで、かりそめの平和を維持していた。

そのような情勢下で、異星人による地球侵略が始まる。地球防衛軍極東支部(以下、極東支部と略記)はスーパーロボットを戦力に加え、これに対抗する。一方、コロニー国家のザンスカール帝国は異星人侵攻の混乱に乗じてヨーロッパを制圧、これに対抗すべくリガ・ミリティアは行動を起こし、極東支部の協力を取り付ける。
(地上編)

極東支部は、ドモンやエイジを仲間に加え、地上に侵攻する異星人軍と戦う。戦いの中で、侵略者の狙いが莫大なエネルギーを産み出すトロニウムであることが判明する。極東支部もトロニウムの入手に動くが、ドモンの師匠であるマスターアジアがトロニウムの大半を奪ってしまう。マスターアジアを追う極東支部はランタオ島に辿り着くが、同じくマスターアジアを追っていた侵略者と遭遇し、事実上の決戦を迎えこれを撃退する。
ドモンは師匠から真相を聞かされる。マスターアジアは、侵略者と敵対関係にある異星人であり、侵略者にトロニウムを渡さぬためデビルガンダムを利用し独自に行動していたのだった。
マスターアジアが宇宙へと去った後、極東支部は暴走するデビルガンダムと最後の決戦に臨むのだった。
(宇宙編)

リガ・ミリティアは、宇宙に拠点を置くザンスカール帝国と戦うため宇宙に上がる。ロンド・ベル隊と合流しカイラス・ギリー要塞を攻略するが、その後、ザンスカール帝国内ではタシロによるクーデターが成功し、侵略者に協力する体制へ移行してしまう。さらに、シャア率いるネオ・ジオンも(将来異星人に対抗できる戦力を手に入れるため今は)侵略者の尖兵として行動する。
ザンスカール帝国とネオ・ジオンを戦いの末退けたリガ・ミリティアは、遂に侵略者の本隊と最後の決戦に臨む。指揮官ジュデッカ=ゴッツォの乗るズフィルードを倒し、侵略者を退けたのだった。

## 参戦作品
★マークはシリーズ初参戦作品。☆マークは据え置き型機初参戦作品。

### 一覧
- 超獣機神ダンクーガ
- ★蒼き流星SPTレイズナー
- 機動戦士ガンダム 逆襲のシャア
- ☆機動戦士Vガンダム
- ☆機動武闘伝Gガンダム
- ★新機動戦記ガンダムW
- ★無敵ロボ トライダーG7
- マジンガーZ
- 真ゲッターロボ（原作漫画版）
- ★超電磁マシーン ボルテスV
- ★大空魔竜ガイキング
- 勇者ライディーン
- 超機大戦SRX

### 解説
初参戦は『超電磁マシーン ボルテスV』・『大空魔竜ガイキング』・『無敵ロボ トライダーG7』・『新機動戦記ガンダムW』・『蒼き流星SPTレイズナー』の5作品。『機動戦士Vガンダム』・『機動武闘伝Gガンダム』は据え置き型ゲーム機に初参戦。これまで参戦したことがない作品の中で人気が高いものという基準で新規作品が選ばれたが、マイナー過ぎるという意見も多くあり、スタッフがそれを反省する趣旨のコメントを残している。こうした思いも寄らない作品がメインを張るという試みは、後の『スーパーロボット大戦COMPACT2』へと受け継がれた。
本作の『真ゲッターロボ』は、実質的には漫画版『ゲッターロボ號』からの登場である。主人公の一文字號達は登場しないが、流竜馬、神隼人の設定は『ゲッターロボ號』に準じており、本作のために『ゲッターロボ號』に登場していない車弁慶が石川賢によって新たに描かれた。マジンガーシリーズからは『マジンガーZ』のみ登場。ガンダムシリーズは、これまでほぼレギュラーだった『機動戦士Ζガンダム』、『機動戦士ガンダムΖΖ』は登場せず、『機動戦士ガンダム 逆襲のシャア』は初めて原作を再現したストーリーが展開されるなど、レギュラー3シリーズにも変化が見られる。なお、本作制作当時『新機動戦記ガンダムW』は本編放送中で完結していなかったため、本作に登場するキャラクターは数名であり、後継機のウイングガンダムゼロも登場しない。
バンプレストオリジナルとしては、DC戦争シリーズで登場していた『魔装機神』に代わり、『超機大戦SRX』が初登場。ファンタジー物であった『魔装機神』に対し、『超機大戦SRX』は合体変形メカ物となっている。また、独立したストーリーを持ちシリーズ化を計画していた『魔装機神』とは異なり、『超機大戦SRX』は設定や背景を変えてさまざまな作品に登場できるように作られている。なお、主役ロボットのSRXはデザイナーのカトキハジメの「絶対に忘れられないロボットにしよう」という提案で、バンプレストのロゴマークが顔になっている大胆なデザインを採用している。

### パッケージ登場機体
イラストレーターの開田裕治がパッケージイラストを担当した。
- ガイキング（大空魔竜ガイキング）
- マジンガーZ（マジンガーZ）
- 真・ゲッター1（真ゲッターロボ）
- ダンクーガ（超獣機神ダンクーガ）
- ゴッドガンダム（機動武闘伝Gガンダム）
- ボルテスV（超電磁マシーン ボルテスV）
- ライディーン（勇者ライディーン）
- レイズナー（蒼き流星SPTレイズナー）

## システム
ここでは、本作特有のシステムや新規追加・変更されたシステムについて解説する。シリーズ共通のシステムについてはスーパーロボット大戦シリーズのシステムを参照。

### ユニット
改造段階は最大7段階。『第4次』と同様に、ENと限界反応は255が上限。強化パーツは全ユニット共通で2個である。ただし最終面では使用することができない。移動力の上限は15。
SRXは全ユニット中でも最高クラスの機体性能を誇るが、代わりにユニット・武器いずれも改造不可能となっている。また、「合体時間は3分間」という設定を反映して、1シナリオにつき3ターンしか合体することができず、それを超えると強制的に分離する。合体後は任意で分離することも可能だが再合体はできない。最終面（前半A、前半B、後半の3マップ構成）にて、前半A、前半BどちらかでSRXが合体したまま後半に入ると、出撃選択でSRXのままスタートする。

### 武器
改造段階は全15段階、武器ごとに個別に改造できる。8段階目まで改造することでMAP兵器が追加される武装も存在する。また改造による上昇率は全武器一律ではなく、上昇率のテーブルが5種類あり、武器ごとにどのテーブルを使うかが割り振られている。さらに一部の機体は戦闘中に武器が増える（レイズナーのV-MAX、ガイキングのフェイスオープン、戦闘中にしか合体できないSRXなど）が、改造できるのは通常時の武器のみ。また、射程1か2以上あるかという点で格闘武器と射撃武器を区別しているため、パイロットは格闘が得意だが、必殺技が射撃となる例もあった。

### 技能
従来のスーパーロボット大戦シリーズにおける「気力」が、「戦意」と表現されているが、名称が変わった以外は従来通り。これ以降の作品では再び「気力」に戻っている。
キャラクターごとに特定のレベルに達することで「二回行動」が可能になる。本作だけの仕様ではないが、ゲッターチームはキャラクターごとに二回行動できるレベルが違うため（竜馬は37、隼人は35、弁慶は41）、一度行動後、変形した際に行動不能となることがある。
シールド防御、切り払いはレベル制で、発動率はレベル/16。最大レベルが6のため、実弾攻撃が40%近い確率で切り払われる。νガンダムなどが装備するファンネルも実弾扱いなため、切り払われる場合がある。底力はこの時点では、『第4次』同様に増加するパラメーターはクリティカル率のみ。
ニュータイプ技能に初めて能力値補正が付けられた作品であるが、本作ではニュータイプはレベル制ではなく、補正値も少ないため、後の『スーパーロボット大戦F』のようなニュータイプとそれ以外のパイロットの能力差は生じていない。
ゲーム本編には登場せず、取り扱い説明書のみに記載されている特殊技能として、「カウンター」（現行の仕様とは違い、発動させた場合は近接兵器での反撃になるが、敵の攻撃がキャンセルされる）と「連続攻撃」（エネルギーや残弾消費無しで同じ攻撃を2度行う）が存在する。

## オリジナルキャラクター

### SRXチーム
- リュウセイ・ダテ
- ライディース・F・ブランシュタイン
- アヤ・コバヤシ

### バルマー帝国
- ジュデッカ・ゴッツォ

## スタッフ
プロデューサー
寺田貴信
ディレクター
徳村義則
総監督・脚本
高宮成光
音楽
三垣敦史
高野充彦
オリジナルキャラクターデザイン
石川賢
河野さち子
オリジナルメカデザイン
カトキハジメ
森木靖泰

## プロモーション

### テレビCM
新スーパーロボット大戦
宇宙に浮かぶ地球をバックにゲーム映像を組み合わせたCMが作成された。ナレーションは難波圭一が担当している。
新スーパーロボット大戦 スペシャルディスク
お笑いタレントのつぶやきシローが出演しており、スーパーロボットをお題にしたネタをつぶやいている。CMは全部で3種類作成された。

## 関連商品

### 攻略本
- プレイステーション必勝法スペシャル 新スーパーロボット大戦 ISBN 9784766926583
- 新スーパーロボット大戦 必勝攻略法 ISBN 9784575160239
- 新スーパーロボット大戦 パーフェクトガイド ISBN 9784797302035
- 新スーパーロボット大戦 パーフェクト攻略データブック ISBN 9784063292787
- 新スーパーロボット大戦 完全攻略ガイド ISBN 9784073057451

### ムック
- 新スーパーロボット大戦を一生楽しむ本 ISBN 9784766926743
- 新スーパーロボット大戦 ディープファイル ISBN 9784575160567
- 新スーパーロボット大戦大百科 ISBN 9784766926859
- スーパーロボット大戦大事典’99 ISBN 9784073111313

### コミック
新スーパーロボット大戦 4コマギャグバトル
1997年8月10日初版、光文社、火の玉ゲームコミックシリーズ。ISBN 9784334803896
複数作家による本作の二次創作4コマ漫画。
新スーパーロボット大戦コミックアンソロジー アイアンマニアックス
1997年9月10日初版、光文社、火の玉ゲームコミックシリーズ。ISBN 9784334803940
複数作家による本作の二次創作短編漫画。
スパロボコミックエックス
ムービック。ISBN 9784896013641
複数作家による本作の二次創作短編漫画。
新スーパーロボット大戦コミック
1997年6月28日初版、双葉社、アクションコミックス。ISBN 9784575935035
スーパーロボット大戦コミックシリーズの第2巻。石川賢の『真ゲッターロボ』の連載に加え、複数作家による二次創作の4コマ漫画や短編漫画が収録されている。
上記以外に、木下ともたけによるショートストーリー「新スーパーロボット大戦外伝 SUPER ROBOT TYPE-X!!」がファミ通ブロスに掲載された。

### CD
新スーパーロボット大戦 勢ぞろいミュージックバトルII
1997年1月25日発売 キティエンタープライズ
本編BGMとアレンジ曲6曲を収録したサウンドトラックCD。